# География Приднестровской Молдавской Республики

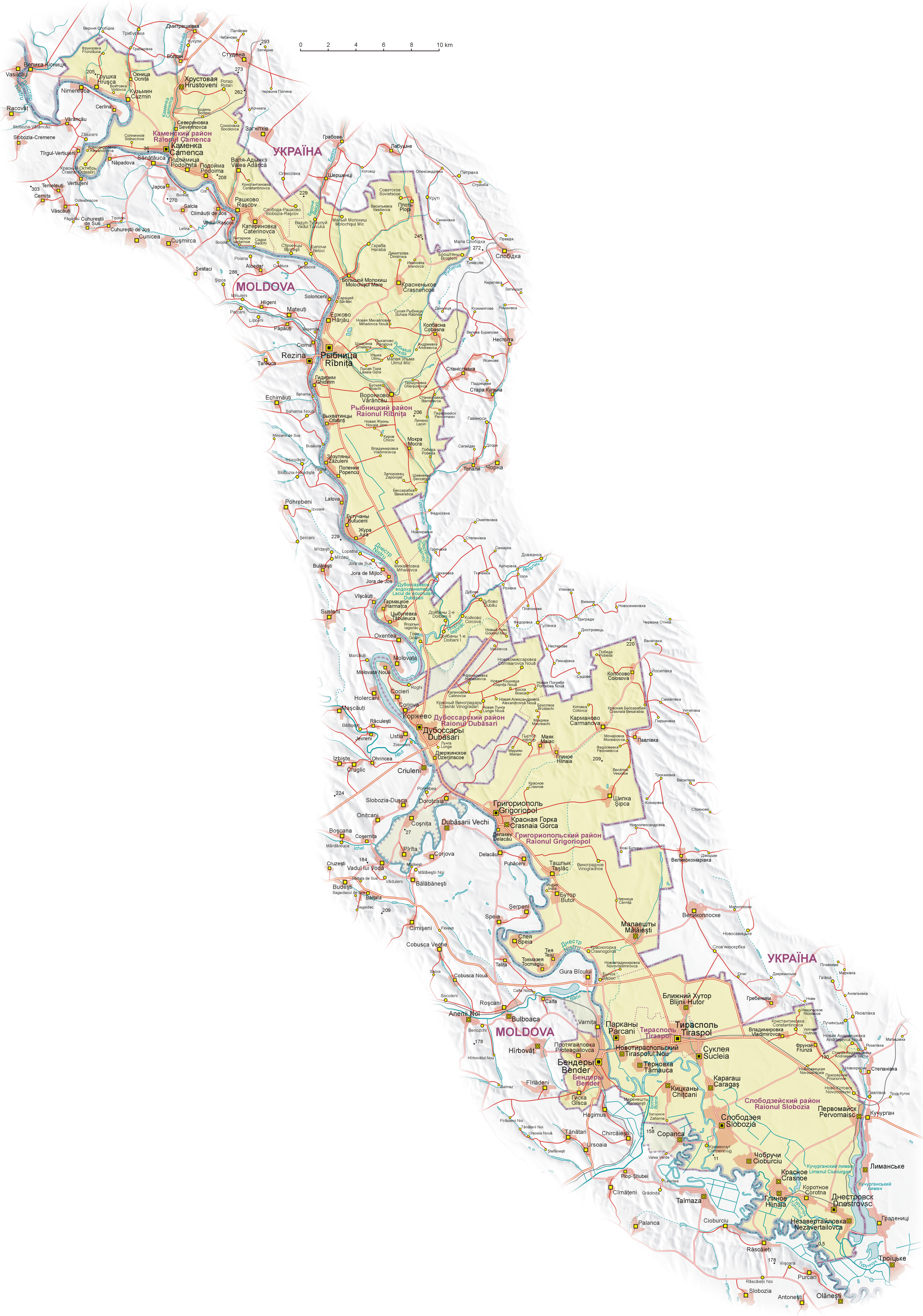
Карта ПМР

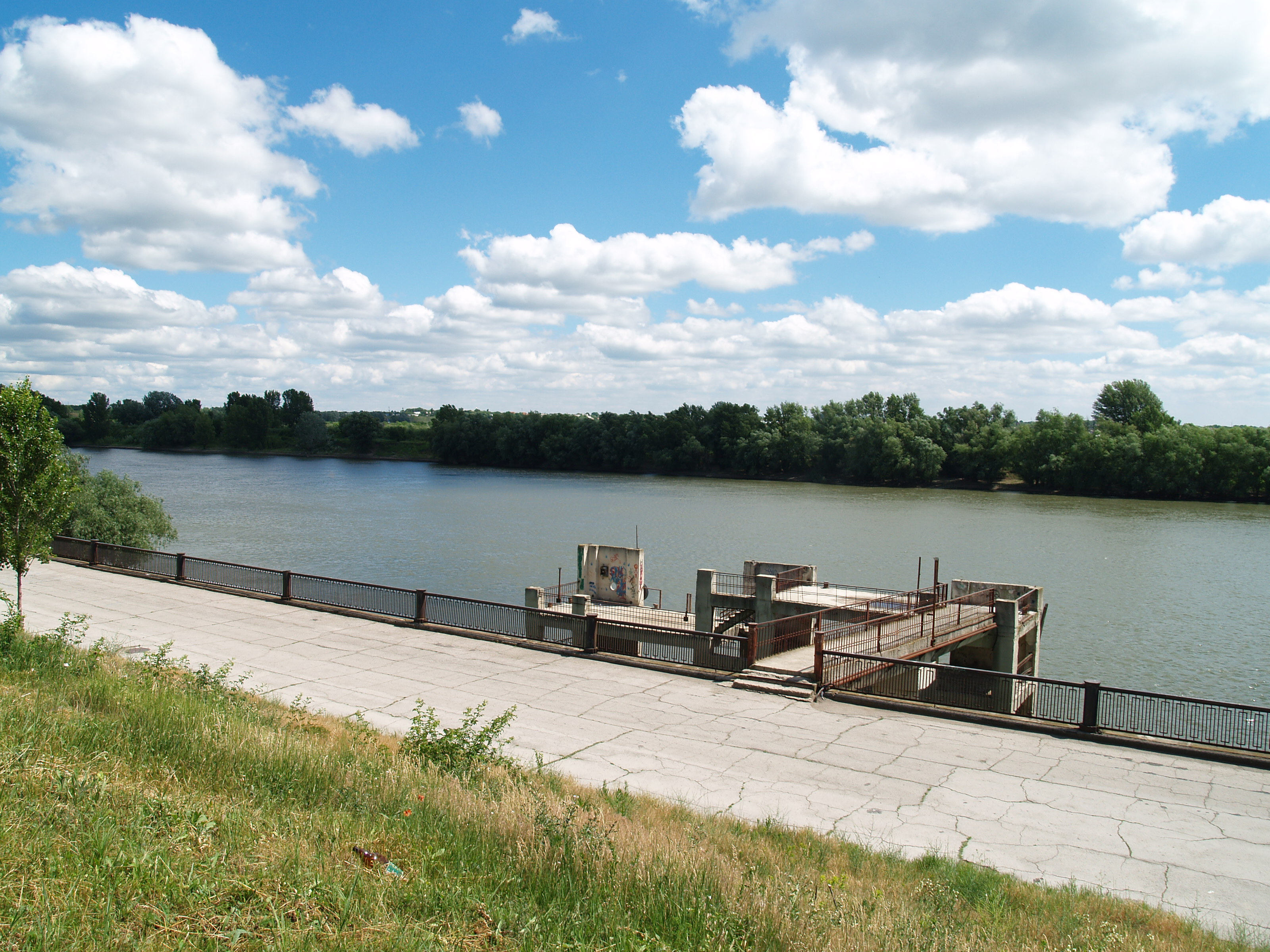
Река Днестр

Приднестровье — непризнанное государство, расположенное на территории Европы. Не имеет выхода к морю и граничит с Молдовой (на протяжении 411 км) на западе и Украиной (405 км) на востоке. Это узкая долина, вытянутая с севера на юг вдоль берега реки Днестр, которая образует естественную границу вдоль большей части де-факто границы с Молдовой.
Территория, контролируемая ПМР, в основном, но не полностью, совпадает с левым (восточным) берегом Днестра. Она включает десять городов и поселков, 69 коммун, всего 147 населенных пунктов (считая и неинкорпорированные). Шесть коммун на левом берегу (Кочиеры, Моловата Ноуэ, Коржова, Пырыта, Кошница и Дороцкое) остались под контролем правительства Молдовы после войны в Приднестровье в 1992 году, как часть Дубоссарского района. Они расположены к северу и югу от города Дубоссары, который сам находится под контролем ПМР. Село Роги коммуны Моловата Ноуэ также находится под контролем ПМР (Молдова контролирует остальные девять из 10 сел шести коммун).
На западном берегу, в Бессарабии, город Бендеры  и четыре коммуны (содержащие шесть сел) к востоку, юго-востоку и югу от него, на противоположном берегу Днестра от Тирасполя (Протягайловка, Гиска, Кицканы и Кременчуг) находятся под контролем ПМР.
Населенные пункты, контролируемые Молдовой на восточном берегу, село Роги и город Дубоссары (расположенные на восточном берегу и контролируемые ПМР) образуют зону безопасности вместе с шестью селами и одним городом, контролируемыми ПМР на западном берегу, а также двумя (Варница и Копанка) на том же западном берегу под контролем Молдовы. Ситуация с безопасностью внутри него зависит от решений Объединенной контрольной комиссии.
Основным транспортным маршрутом в Приднестровье является дорога из Тирасполя в Рыбницу через Дубоссары. К северу и югу от Дубоссары она проходит через земли сел, контролируемых Молдовой (Дороцкая, Кочиеры, Роги, а Васильевка полностью расположена к востоку от дороги). Несколько раз вспыхивали конфликты, когда ПМР препятствовала жителям села попасть на свои сельскохозяйственные угодья к востоку от дороги.
Жители Приднестровья могут путешествовать (обычно без затруднений) по территории, находящейся под контролем ПМР, на соседнюю территорию, контролируемую Молдовой, Украину и далее в Россию, по дорогам или (когда обслуживание не прерывается из-за политической напряженности) на двух международных поездах, круглогодичном Москва—Кишинёв и сезонном Саратов—Варна. Международные авиапутешественники пользуются аэропортом в Кишиневе, столице Молдовы, или аэропортом в Одессе, Украине.
Климат влажный континентальный с субтропическими характеристиками. В Приднестровье теплое лето и прохладная или холодная зима. Осадков выпадает одинаковое количество круглый год, хотя в летние месяцы их количество немного увеличивается. 